# Eumerus narcissi
Eumerus narcissi är en tvåvingeart som beskrevs av Smith 1928. Eumerus narcissi ingår i släktet månblomflugor, och familjen blomflugor. Inga underarter finns listade i Catalogue of Life.